# Гонщик Вадим Валерійович
Вадим Валерійович Гонщи́к (нар. 25 січня 1986, Київ) — український футболіст, півзахисник.

## Біографія
Вихованець ДЮСШ «Арсенал» міста Київ, перший тренер — Дуніхін П. М.

## Статистика виступів

### Професіональна ліга
| Сезон     | Команда               | Турнір     | Матчі | Голи |
| --------- | --------------------- | ---------- | ----- | ---- |
| 2003–2004 | Арсенал-2 (Київ)      | чемпіонат  | 11    | 0    |
| 2004–2005 | Арсенал (Київ)        | дубль      | 24    | 0    |
| 2005–2006 | Арсенал (Київ)        | дубль      | 26    | 1    |
| 2006–2007 | Дніпро (Черкаси)      | чемпіонат  | 19    | 0    |
| 2007–2008 | Дніпро (Черкаси)      | чемпіонат  | 27    | 0    |
| 2007–2008 | Дніпро (Черкаси)      | кубок      | 1     | 0    |
| 2008–2009 | Дніпро (Черкаси)      | чемпіонат  | 24    | 2    |
| 2008–2009 | Дніпро (Черкаси)      | кубок      | 1     | 0    |
| 2008–2009 | Арсенал (Біла Церква) | чемпіонат  | 2     | 0    |
| 2009–2010 | Арсенал (Біла Церква) | чемпіонат  | 27    | 2    |
| 2009–2010 | Арсенал (Біла Церква) | кубок      | 1     | 0    |
| 2009–2010 | Арсенал (Біла Церква) | кубок ліги | 3     | 0    |
| 2010–2011 | Арсенал (Біла Церква) | чемпіонат  | 30    | 1    |
| 2011–2012 | Арсенал (Біла Церква) | чемпіонат  | 34    | 1    |
| 2011–2012 | Арсенал (Біла Церква) | кубок      | 2     | 0    |
| 2012–2013 | Арсенал (Біла Церква) | чемпіонат  | 16    | 0    |
| 2012–2013 | Арсенал (Біла Церква) | кубок      | 1     | 0    |
| 2012–2013 | Зірка (Кіровоград)    | чемпіонат  | 7     | 0    |
| 2013–2014 | Зірка (Кіровоград)    | чемпіонат  | 17    | 1    |
| 2013–2014 | Зірка (Кіровоград)    | кубок      | 1     | 0    |
| 2013–2014 | Славутич (Черкаси)    | чемпіонат  | 9     | 0    |
| 2013–2014 | Славутич (Черкаси)    | кубок      | 2     | 0    |
| 2014–2015 | Черкаський Дніпро     | чемпіонат  | 23    | 0    |
| 2014–2015 | Черкаський Дніпро     | кубок      | 2     | 0    |
| 2015–2016 | Черкаський Дніпро     | чемпіонат  | 1     | 0    |
| 2015–2016 | Черкаський Дніпро     | кубок      | 1     | 0    |

## Досягнення
- Півфіналіст Кубка України 2013—2014
- За ФК «Дніпро» Черкаси провів 72 матч, забив 2 голи